# Nogawice (zbroja końska)

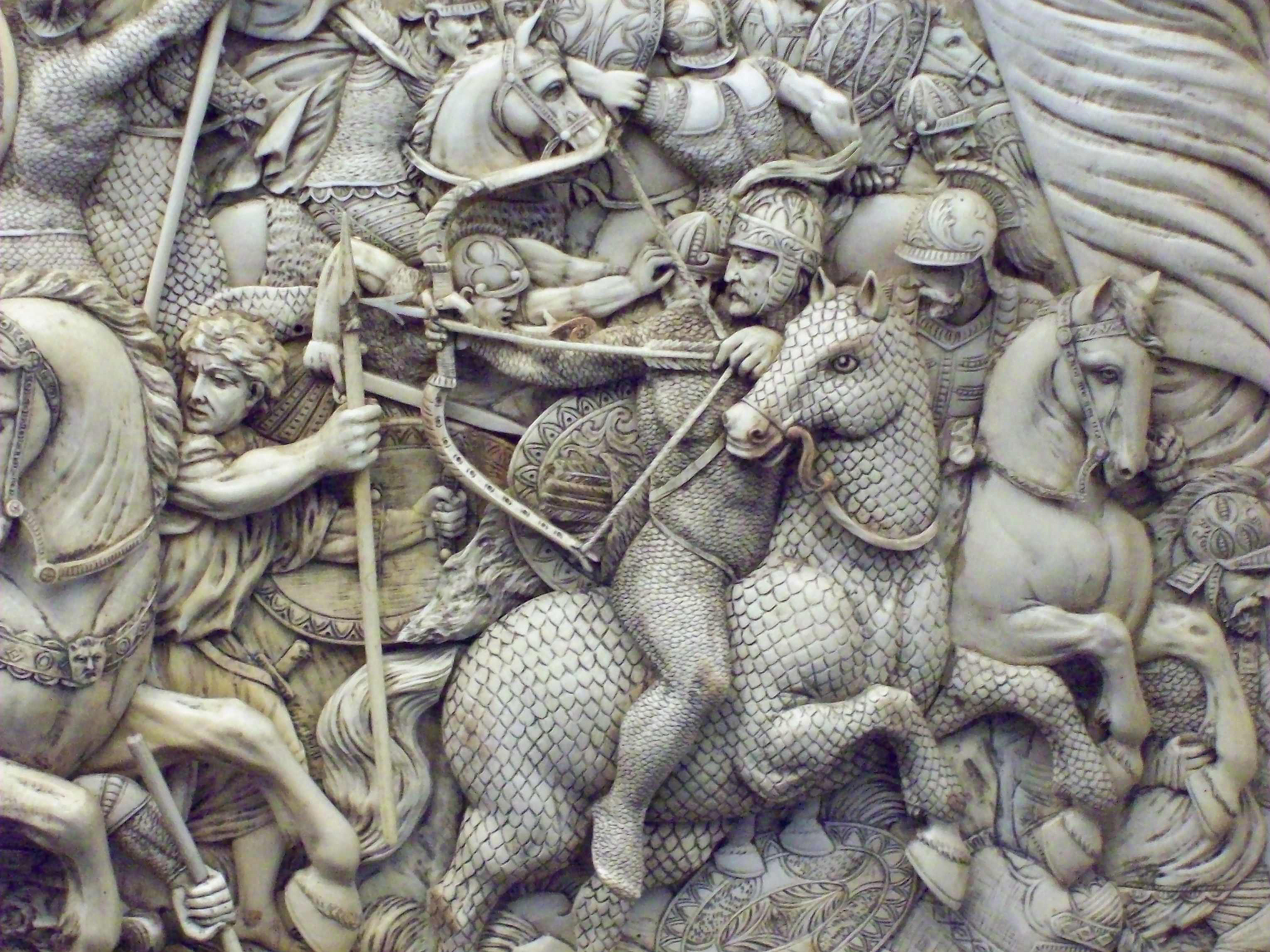
Koń w pełnej zbroi łuskowej

Nogawice – element rzadko spotykanej pełnej końskiej zbroi łuskowej. Chroniły nogi konia. Stosowane głównie przez katafraktów.

## Budowa
Nogawice to płaty zbroi łuskowej, którymi luźno okłada się nogi konia i zapina paskami. Sięgają (zależnie od zbroi) tylko do kolan lub po same kopyta. Czasem nogawice chroniły tylko przód nogi, wówczas mocowano je paskami od tyłu.
Istnieją też wykonania folgowe, lecz były one mniej wygodne dla konia.
Niekiedy stosowane tylko na przednich nogach.

## Stosowanie
Nogi konia były chronione przed celowym ucięciem bądź przypadkowym zranieniem o ostre przedmioty w czasie przemieszczania się po polu bitwy. Nogawice jednak mocno spowalniały konia.
Były one rzadko stosowane, ponieważ rzadko dochodziło do zranienia nóg wierzchowca, a ich wadą było utrudnianie koniowi biegu. Do naszych czasów zachowało się bardzo niewiele osłon na końskie nogi.

## Niedoskonałości
- Kopyta konia pozostawały nieosłonięte, co oznaczało, że koń w pełnej zbroi może zostać powalony przez kolce, często rozrzucane na polu bitwy.
- Nie chroniły przed złamaniem, np. po wpadnięciu do dołu.